# José Ángel Crespo
José Ángel Crespo Rincón (Lora del Río, 9 de fevereiro de 1987) é um futebolista profissional espanhol que atua como defensor.

## Carreira

### Sevilla
José Ángel Crespo começou nas categorias do Sevilla, e começou a atuar na equipe do Sevilla B.

### PAOK
José Ángel Crespo se transferiu ao PAOK, em 2016.

## Títulos
PAOK
- Copa da Grécia: 2016–17, 2017–18